# Escarni
L'escarni o escratx, també amb les denominacions d'assetjament públic, escarn o pressió pública, és un tipus de manifestació en la qual un grup d'activistes es dirigeix al domicili o lloc de treball d'algú que es vol denunciar. Té com a fi fer visibles davant l'opinió pública els fets denunciats o l'actitud presa pel denunciat davant el fet concret, sigui per acció o omissió. Normalment es tracta d'una denúncia popular contra persones acusades de violacions als drets humans o de corrupció, que s'implementa amb actes com ara assegudes, cantades, pintades o cartells davant del seu domicili particular o en llocs públics.
Aquest tipus de manifestació té l'origen en diversos estats de l'Amèrica del Sud, tals com l'Argentina o Xile. De vegades s'ha utilitzat com una forma d'intimidació i en algun d'aquests casos ha desencadenat fets violents.

## Etimologia
Els mots en català són derivats o equivalents de l'original en castellà escrache, d'origen argentí i emprat principalment a Río de la Plata i Montevideo. Està documentada des del 1879, quan Benigno B. Lugones l'escrigué com a escracho a partir del dialecte lunfardo. Llavors feia referència un tipus d'estafa en què es mostra un bitllet de loteria i un presumpte extracte en què s'hi esmenta que el bitllet és mereixedor de premi; es força la persona a acceptar el bitllet pagant-ne un import menor al qual suposadament rebrà per bescanviar el premi.
Si bé l'origen del mot és incert, s'especula la possibilitat que la paraula en castellà tingui el precedent en la del lígur genovès scraccé, com a sinònim de fotografia, especialment retrat del visatge. D'aquesta segona accepció va passar a significar cara i, especialment, cara lletja. D'aquí va derivar el verb escrachar amb el significat de retratar i, més recentment, el de trencar la cara. Una altra hipòtesi sobre el seu origen és la que el fa derivar de l'anglès to scratch que significa raspar (el bitllet usat en l'estafa es raspava per modificar-ne el número) o l'italià scaracio (escopinada).
La paraula s'utilitza des del 1995 per l'associació de drets humans HIJOS, en l'època que processats per delictes comesos durant el Procés de Reorganització Nacional havien estat posats en llibertat per l'indult concedit per Carlos Menem per anomenar les manifestacions fetes als voltants del lloc on vivia el considerat genocida, i mitjançant cançons, música, pintades, representacions teatrals, s'avisava la població veïna que vivien a la proximitat d'un criminal.

## Legitimitat

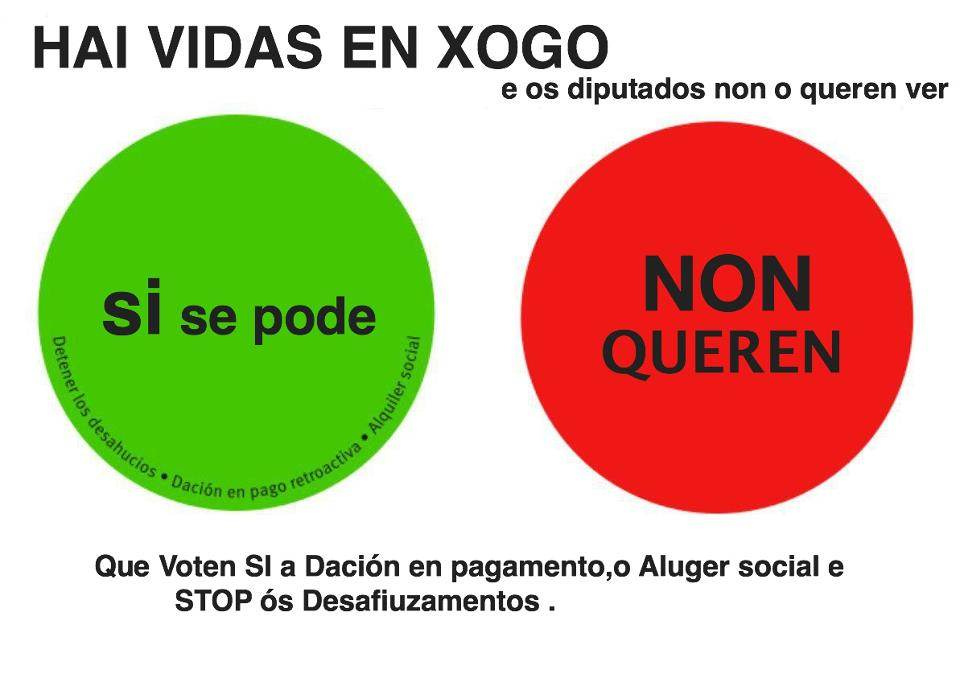
Cartell en gallec de la Plataforma d'Afectats per la Hipoteca.

La iniciativa té suports i detractors.
Segons algunes opinions, l'escrache seria fora de la llei, ja que el dret de manifestació no empara aquest tipus de manifestacions, per prestar suport a aquestes tesis es dona l'argument que tota manifestació ha de ser comunicada per l'autoritat governativa i autoritzada per aquesta. En alguns casos aquest tipus d'iniciativa s'han arribat a qualificar d'"assetjament salvatge".
Per altra banda, els defensors d'aquestes iniciatives reivindiquen aquesta opció com una forma de desobediència civil que es fonamentaria en la reivindicació d'un valor de justícia o una avaluació ètica que les lleis no estan garantint i asseguren que aquestes accions són legítimes en tant que no són violentes, són públiques i publicitades i no pretenen un canvi en el règim democràtic, sinó tan sols millorar-lo.
En relació amb la legalitat d'aquestes accions, tres associacions de jutges independents, Jutges per a la Democràcia, l'Associació Professional de la Magistratura i el Fòrum Judicial Independent han declarat que l'escrache no és cap activitat delictiva, tanmateix un representant de l'associació Francisco de Vitoria (AJFV) ha mostrat certa reticència a intimidar un càrrec públic al seu domicili.

## Activisme a Espanya

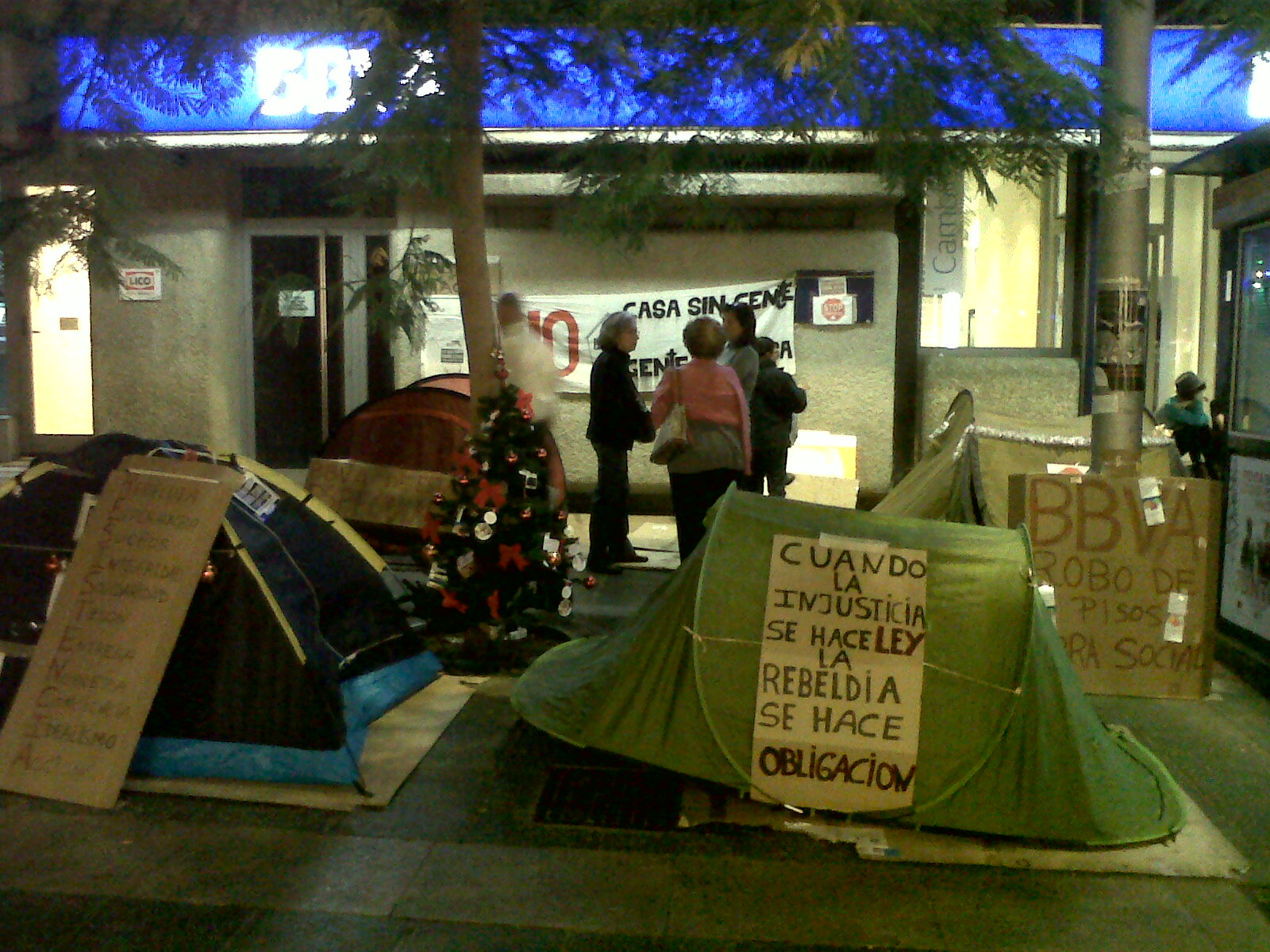
Escarni de la PAH davant del BBVA a Santa Cruz de Tenerife

L'escrache ha estat implementat a Espanya per l'organització Plataforma d'Afectats per la Hipoteca. Els destinataris de la protesta ciutadana són els diputats que no sostenen la Iniciativa Legislativa Popular presentada per aquesta organització, amb el suport d'un milió i mig de signatures, superior al mínim exigit que és de mig milió.
L'escarni ha estat utilitzat també per un grup de pares i mares d'una escola de Terrassa davant de la residència de la consellera d'eduació de la Generalitat com a protesta pel tancament d'una escola del municipi.
Encara que la idea original consistia a pintar grafits reivindicatius o penjar pancartes a les parets d'un edifici relacionat amb el fet reivindicat, actualment consisteix en una concentració de membres de la plataformes i simpatitzants d'aquesta amb pancartes, cantant consignes d'acord amb el fet que es reivindica i enganxant adhesius o pancartes a les parets i portes d'un edifici relacionat amb la protesta, en lloc de les clàssiques pintades (encara que es poden produir ambdues coses). De vegades també s'entra als vestíbuls per deixar cartells a les bústies.

### Suport social
Segons una enquesta de Metroscopia, els escraches mantenen un alt nivell de suport entre els ciutadans. El 78% dels enquestats estaven d'acord amb la protesta impulsada per la Plataforma d'Afectats per la Hipoteca. També tenen una bona acceptació entre els votants del Partit Popular, els dirigents dels quals han estat objectiu dels escraches, amb un suport del 68%.
.

## Modalitats
- Manifestació pública a domicili i al lloc de treball o totes dues coses alhora.
- Anar als barris a informar els veïns.[21] (diputats del PP a Espanya)
- Col·locar pancartes en carrers pròxims al domicili.
- Teatre de carrer al domicili (a Leopoldo Galtieri, ex-president de facto argentí).
- Pintades amb aerosol en la vorera i davant del domicili (a Miguel Ángel Espósito, Juan Ojeda, tots dos ex-policies).
- Llançar ous al capdavant de domicili (a ex-directius del fallit Banc Patricios).
- Graella davant del domicili (a Domingo Felipe Cavallo, ex-ministre d'Economia).
- Música amb altaveus davant del domicili (a Pablo Iglesias, vicepresident del Govern d'Espanya).